# 센트리카
센트리카(Centrica)는 영국의 다국적 에너지 및 서비스 기업으로, 본사는 버스켜주 윈저에 위치해 있다. 주요 활동은 전기 및 가스를 영국과 아일랜드 내 고객들에게 공급하는 것이다.
영국 내 고객 대상의 최대 가스 공급 기업이며 최대 전기 공급사들 중 하나이며 스코틀랜드에서는 스코티시 가스, 잉글랜드, 웨일스, 북아일랜드에서는 브리티시 가스라는 상표명으로 운영 중이다.
런던 증권거래소에 상장되어 있으며 FTSE 100 지수의 일부이다.